# Rudno Jeziorowe
Rudno Jeziorowe (prononciation : [ˈrudnɔ jɛʑɔˈrɔvɛ]) est un village polonais de la gmina de Krzynowłoga Mała dans le powiat de Przasnysz de la voïvodie de Mazovie dans le centre-est de la Pologne.
Il se situe à environ 16 kilomètres au nord-ouest de Przasnysz (siège du powiat) et à 103 kilomètres au nord de Varsovie (capitale de la Pologne).

## Histoire
De 1975 à 1998, le village appartenait administrativement à la voïvodie d'Ostrołęka.